# Basílio do Nascimento
Basílio do Nascimento (Suai, 14 de junho de 1950 – Dili, 30 de Outubro de 2021) foi um bispo católico timorense. Liderou a Diocese de Baucau, Timor-Leste, de 1996 até 2021, primeiro como Administrador Apostólico e, após 2004, como Bispo Diocesano.

## Biografia
Nasceu em 14 de junho de 1950 em Suai, no então Timor português, hoje Timor-Leste.
Fez estudos em humanidades no Seminário Menor de Dare.

## Formação académica e eclesiástica
Foi aí ordenado sacerdote em 25 de junho de 1977, ficando incardinado na Diocese de Díli. Devido à invasão e perpetuação no poder dos indonésios em Timor-Timur, o Pe. Basílio do Nascimento transferiu-se para Paris. Em dezembro de 1978, deu uma entrevista ao jornalista A.S.S., do semanário A Defesa, órgão do Arcebispado de Évora, em que textualmente diz: "[s]inceramente, neste momento ainda não sei, mas dou precedência a Timor. Se não puder entrar lá[,] há um sítio para onde quero ir. Évora!"
Permaneceu em Paris até 1982, tendo aí conseguido a Licenciatura em Teologia Pastoral e Catequese no Instituto Católico de Paris, assim como um diploma em Literatura e Língua francesa. Paralelamente aos seus estudos, o Cardeal Gabriel Auguste François Marty, arcebispo de Paris, confiou-lhe a pastoral dos imigrantes da língua portuguesa na capital francesa.
Segundo um antigo professor do sacerdote, Monsenhor José Filipe Medeiros, o futuro segundo bispo de Timor-Leste desempenhou também as funções de coadjutor da missão portuguesa em Paris (foi pároco dos portugueses residentes naquela cidade).
Por não ter sido possível regressar ao seu território natal, devido à guerra, o sacerdote voltou à Arquidiocese de Évora, em 1982, onde começou por ser pároco de Cano e Casa Branca (Sousel) e Santa Vitória do Ameixial (Estremoz). Considerado pelo seus pares como um "óptimo músico", Basílio do Nascimento foi nomeado para dirigir o pré-seminário em Évora, além de ser professor de teologia-pastoral no Instituto Superior de Teologia da cidade.
Antes da sua partida para Timor-Leste, em setembro de 1994, o padre pertenceu, ainda, ao secretariado diocesano da pastoral das vocações.
Em outubro de 1994 regressou à sua diocese de origem, Díli. E, depois de ter seguido durante alguns meses um curso de língua indonésia, em Java, trabalhou inicialmente como coadjutor na paróquia de Ainaro. Falava português, espanhol, francês, italiano, inglês e sabia também a língua litúrgica local, tétum, e um pouco de indonésio.
No dia 30 de novembro de 1996, o Papa João Paulo II nomeia-o Administrador Apostólico de Baucau e Bispo de Septimunicia.
No dia 6 de janeiro de 1997, na Basílica de São Pedro, o mesmo Papa João Paulo II ordena-o Administrador Apostólico de Baucau e Bispo de Septimunicia, sendo ele o consagrante.
No dia 19 de março de 1997, na Festa de São José, é acompanhado pelo Núncio Apostólico em Jacarta, monsenhor Pietro Sambi.

## Episcopado
D. Basílio do Nascimento está à frente da Diocese de Baucau desde 6 de março de 2004, tendo anteriormente sido administrador apostólico de Baucau (nomeado em 1996), bispo titular de Septimunícia (em 1997) e Administrador Apostólico de Díli (em 2002).
A 7 de dezembro de 1999, foi agraciado com o grau de Grã-Cruz da Ordem da Liberdade.
O D. Basílio do Nascimento esteve presente no VII Encontro das Presidências das Conferências Episcopais dos Países Lusófonos, que teve lugar em Fátima, nos dias 10 a 14 de outubro de 2006.
No dia 28 de maio de 2011, o Núncio Apostólico em Timor-Leste, arcebispo D. Leopoldo Girelli, "entregou aos bispos de Timor-Leste o decreto da Congregação para a Evangelização dos Povos com o qual se declara a ereção canónica da Conferência Episcopal Timorense".
Sendo o Bispo de Baucau e, conquentemente, o presidente da Conferência Episcopal Timorense, esteve presente pela primeira vez num Sínodo dos Bispos, apresentou por escrito a sua intervenção nesta assembleia consultiva que decorreu no Vaticano, sublinhando o “orgulho” de viver num país asiático católico. "Pode dizer-se que sentimos uma grande alegria e um grande orgulho, um santo orgulho por ser uma nação que acredita em Jesus Cristo e pertence à Igreja Católica, em plena Ásia, embora nem sempre estejamos conscientes de tudo o que isso implica" referiu D. Basílio do Nascimento, citado pelo boletim oficial do Sínodo. Segundo o prelado, trata-se de uma "afirmação de identidade" que faz de Timor, juntamente com as Filipinas, um caso particular no cenário asiático: 97% da população timorense assume-se como católica. Esta foi o 13.ª Sínodo dos Bispo Ordinário, nos dias 7 a 28 de outubro de 2012. Este sínodo tem mais de 260 bispos e foi criada por Paulo VI, em 1965.
Depois esteve como observador na Assembleia Plenária da Conferência Episcopal Portuguesa, reunida em Fátima, no dia 18 de abril de 2012.
Entretanto, foram dez "anos de esperanças não respondidas e de sonhos e desejos também não realizados, isso é um facto", quem o diz é Basílio do Nascimento, bispo de Baucau, analista fino da realidade timorense. D. Basílio do Nascimento, com a autoridade da Igreja, constata a erosão da liderança histórica e alerta para o isolamento dos pais da pátria. "Para esta população jovem, hoje em dia, a saga dos heróis faz parte do passado, faz parte já do antigo testamento. Estes jovens já não têm essa sensibilidade", disse no dia 18 de maio de 2012, numa entrevista dada ao Serviço em português da Deutsche Welle.
No entanto, há uma multiplicação "de requerimentos se assim se pode dizer, ou de exigências, da parte dos ditos heróis, dos que fizeram a luta. Cada vez mais há uma exigência, há uma busca, uma procura, para que sejam estes a terem influência e a terem presença, em todos os mercados, tanto no mercado do trabalho como no mercado social", acrescenta Basílio do Nascimento.
No X Encontro das Presidências das Conferências Episcopais dos Países Lusófonos - CPLP, que teve lugar em Díli, nos dias 6 a 10 de setembro de 2012, teve como tema principal «O desafio das seitas, no horizonte da nova evangelização».
D. Basílio demonstrou sinais de intolerância religiosa ao referir as missões protestantes em Timor Leste como "praga" e "seitas".
No dia 17 de março de 2014, iniciaram a visita “ad limina Apostolorum” (Papa e Cúria Romana) dos três bispos que compõem a Conferência Episcopal de Timor-Leste. O presidente da Conferência Episcopal Timorense, prelado Basílio do Nascimento, revelou hoje que convidou o Papa Francisco a visitar o país em 2015, ano da comemoração dos 500 anos da chegada dos portugueses a Timor-Leste. "Como soubemos que em 2015 ele fará uma visita à Ásia, às Filipinas e ao Bangladesh, nós fizemos o convite. Agora, não sei se aceita ou se não, mas pelo menos ele não pôs imediatamente de lado, não levantou obstáculos", acrescentou, ressalvando que "vai depender fundamentalmente da calendarização e disponibilidade do papa", disse à Agência Lusa.
Em entrevista concedida à Rádio Vaticano, evocaram o interesse, a humanidade e a humildade com que o Santo Padre os recebeu, assim como alguns dos pontos sobre os quais o Papa os encorajou a pôr a tónica a fim de consolidar a vivência cristã / católica no país, cuja população é quase totalmente baptizada. Não deixaram de fazer comentários sobre a influência que a Igreja no país tem sobre a vida da população. Referiram-se, igualmente, ao encontro dos Bispos lusófonos realizado em Timor há cerca de dois anos atrás, e aos ensinamentos que o processo de pacificação em Timor-Leste pode representar para os outros países, nomeadamente africanos. No que toca especificamente a esta visita "ad limina", D. Basílio disse que, para eles, tratou-se antes de mais de uma aprendizagem.
O documento final do Sínodo colocou a família no centro das discussões e preocupações da Igreja, para além de ter elogiado a instituição como tal – confirma D. Basílio do Nascimento, Bispo de Baucau, em Timor-Leste, que participou no Sínodo dos Bispos sobre a Família, que teve lugar nos dias 5 a 19 de outubro de 2014.
O Sínodo foi também um encorajamento a todos aqueles que, não obstante todos os sacrifícios, vivem a vida de casal com todas as consequências e com toda a fidelidade, dando assim um grande testemunho. Quanto às "famílias feridas" é necessária a compreensão e a misericórdia, o acolhimento e também uma caminhada que a própria Igreja deve fazer com eles, para a sua integração na Igreja – sublinha D. Basílio do Nascimento.
Uma das coisas mais bonitas do Sínodo foi a colegialidade juntamente com o Sucessor de Pedro, para encontrar caminhos novos e respostas aos desafios – conclui o Bispo de Baucau, que não deixou de elogiar o testemunho cativante das famílias que participaram no Sínodo.
O Papa Francisco recordou hoje, dia 7 de agosto de 2015, a memória de inúmeros “empreendedores missionários” que tiveram a “coragem” de seguir para Timor-Leste onde, no próximo dia 15 de agosto, se assinalam os 500 anos da evangelização do território.
Numa mensagem divulgada pela sala de imprensa da Santa Sé, Francisco refere-se às comemorações – onde estará o secretário de Estado do Vaticano, Pietro Parolin – considerando “justo e oportuno que este acontecimento seja recordado adequadamente”.
A mensagem do Papa é transmitida numa carta dirigida a Parolin, na qual o pontífice recorda as “incontáveis dificuldades” de quem, há séculos, levou o Evangelho até essa região do globo.
À Igreja Católica, escreve, “cabe a liberdade de anunciar o Evangelho de modo integral, até quando vai contracorrente, defendendo os valores que recebeu e aos quais deve permanecer fiel”.
Recorda o papel da igreja na história timorense, o “suspirado e feliz nascimento desta pátria” e as “dolorosas surpresas” que a igreja em Timor-Leste enfrentou no longo processo de “concertação nacional”.
Na sua mensagem, em latim, o papa Francisco desafia os bispos e a igreja timorense para que continuem a ser uma “consciência crítica da nação”, mantendo a independência do poder político numa colaboração equidistante que deixe a este a responsabilidade do bem comum da sociedade e de promovê-lo”.
Recorde-se que Timor-Leste e o Vaticano assinam este mês a Concordata, o quadro jurídico das relações bilaterais entre os dois Estados, sendo a primeira vez que um documento deste tipo é assinado fora do Vaticano.
O acordo vai ser assinado pelo primeiro-ministro timorense, Rui Maria de Araújo, e pelo cardeal Parolin, que ocupa no Vaticano um cargo equivalente ao de primeiro-ministro.
Em comunicado recente, o chefe do executivo timorense referiu que “a Igreja Católica, ao longo de 500 anos, prestou um grande apoio espiritual, humano e material ao povo” de Timor-Leste “tendo também contribuído de forma decisiva para o processo de libertação” do país.
“A sua ação é reconhecida e valorizada na Constituição da República. Com efeito, durante a luta pela Independência, fomentou a resistência do povo e legitimou internacionalmente os propósitos da resistência”, sublinhou.
“A Igreja Católica continua a ser uma referência fundamental para a população, pelo empenho que continua a manifestar em apoiar os caminhos do desenvolvimento nacional, sobretudo na área da educação. Tudo isso justifica que Timor-Leste seja o país com maior percentagem de população católica em todo o mundo,” acrescentou o primeiro-ministro.
A visita a Timor-Leste ocorre numa altura em que o papa Francisco continua a deliberar sobre quem será o sucessor à frente da Diocese de Díli do bispo Alberto Ricardo da Silva, que se tinha demitido do cargo no início do ano, por motivos de saúde e que acabou por morrer a 02 de abril.
Desde 2006 que Timor-Leste tem procurado concretizar a Concordata com a Santa Sé, tendo na altura criado uma comissão para discutir os termos do acordo.
A versão mais recente do texto do acordo, que começou a ser negociado pelos dois Estados em 2009, foi analisada em detalhe pelo Conselho de Ministros na sua reunião do passado dia 23 de junho.
De acordo foi assinado nesta sexta-feira, 14 de agosto de 2015, no Palácio do Governo, em Díli, na presença de diversos dignitários da Igreja e do Estado. Os signatários foram o cardeal Pietro Parolin, em representação da Santa Sé, e da parte do Estado de Timor-Leste, o Primeiro-Ministro, Rui Maria de Araújo.
O Acordo que consta de um preâmbulo e de 26 artigos, tem como pano de fundo as boas relações entre a Santa Sé e Timor-Leste e o papel histórico e actual desenvolvido pela Igreja católica na vida da nação ao serviço do desenvolvimento da pessoa humana. Com base nisto define e garante o estatuto jurídico da Igreja católica no País em vários âmbitos, entre os quais o matrimónio canónico, os lugares de culto, as instituições católicas de instrução e educação, o ensino da religião nas escolas, a atividade assistencial-caritativa da Igreja, a pastoral nas forças armadas, prisões e hospitais, e ainda o regime patrimonial e fiscal.
O Acordo entrará em vigor quando se fizer a troca dos instrumentos de ratificação entre as partes signatárias.
O Papa Francisco enviou uma mensagem pelos 500 anos da evangelização de Timor-Leste, por ocasião da Festa da Assunção de Nossa Senhora no dia 15 de agosto de 2015.
O portador da mensagem será o cardeal Pietro Parolin, Secretário de Estado do Vaticano, nomeado como delegado pontifício para as celebrações em programa na capital Díli, de 13 a 15 de agosto de 2015.
Na sua mensagem o Papa Francisco recorda os missionários dominicanos que com "coragem realizaram uma grande viagem", superando "incontáveis dificuldades" para levar o Evangelho àquelas paragens aonde chegaram em 1515 na parte oriental da ilha de Timor, colonizada pelos portugueses.
O Papa Francisco enviou uma mensagem pelos 500 anos da evangelização de Timor-Leste, por ocasião da Festa da Assunção de Nossa Senhora de dia 15 de agosto.
O Santo Padre refere-se também à independência do país conseguida em 1975 e que sofreu logo a seguir a invasão da Indonésia provocando mais lutas e conflitos sanguinários.
A República Democrática de Timor-Leste é hoje um país livre e independente. O Papa na sua mensagem realça o papel da Igreja em todo o processo de auto determinação e independência, e hoje em dia a sua missão de "consciência crítica da nação" como convida o Papa na sua mensagem.
Recordando os bispos que vieram a Roma em visita "ad Limina" no ano passado, o Santo Padre afirmou que a Igreja deve ter a liberdade de anunciar o Evangelho em modo integral, mesmo quando vai contra a corrente, "defendendo os valores que recebeu e aos quais deve permanecer fiel". Os mesmos valores que inspiraram os primeiros missionários de Timor-Leste que ali chegaram, comemoram-se agora cinco séculos.